# Eyjafjallajökull
Eyjafjallajökull je jedan od manjih ledenjaka na Islandu. Nalazi se sjeverno od sela Skógar i zapadno od većeg ledenjaka Mýrdalsjökulla.
Smrznuti pokrov ledenjaka pokriva vulkan visok 1.666 metara koji još od ledenog doba relativno često erumpira. Vulkan je erumpirao dva puta u 2010. godini, 20. ožujka i 14. travnja. Erupcija 14. travnja uzrokovala je velike teškoće u zračnom prometu duž sjeverne Europe. Znanstvenici su potvrdili da je erupcija bila 10 do 20 puta jača nego ona od 20. ožujka.
Krater vulkana ima promjer 3-4 km dok ledenjak pokriva površinu od oko 100 kilometara kvadratnih.